# LIVE AT BUDOKAN 〜RED NIGHT & BLACK NIGHT APOCALYPSE〜
《LIVE AT BUDOKAN 〜RED NIGHT & BLACK NIGHT APOCALYPSE〜》（日语：ライブ アット ブドウカン 〜レッド ナイト アンド ブラック ナイト アポカリプス〜）是BABYMETAL在2015年發行的第三張現場影像作品。

## 概況
收錄2014年3月初在日本武道館舉行的「紅夜」與「黑夜」演唱會現場實況影片。2015年1月7日發行DVD版與藍光版。此外，在會員網站「- THE ONE -」上發行了會員限定的限量「LIVE AT BUDOKAN "BUDO-CAN"- THE ONE - LIMITED BOX」版（內含現場專輯《LIVE AT BUDOKAN 〜BLACK NIGHT〜》、護頸、鑰匙圈等）。
2015年10月30日，發行歐版。

## 銷售成績

### 日版
在公信榜上，2014年1月19日藍光版發行的首周即以1萬7千張的銷量空降第1名。以15.7歲的平均年齡，打破桃色幸運草Z平均16.6歳的女藝人榜首紀錄。

### 歐版
在英國官方排行榜公司中，2015年11月1日登上音樂影像排行榜第14名。

## 收錄內容
- 紅夜 LEGEND「巨大護頸祭」 ～天下第一金屬武道會～ 
（日：赤い夜 LEGEND“巨大コルセット祭り” 〜天下一メタル武道会ファイナル〜）
2014/03/01 at 日本武道館
  1. 女狐
  2. 心跳☆早晨
  3. 給我巧克力!!
  4. Iine!
  5. Catch me if you can
  6. 歡樂★午夜
  7. 惡夢的輪舞曲
  8. 撒嬌大作戰
  9. 4之歌
  10. 紅月-Akatsuki-
  11. BABYMETAL DEATH
  12. HeadBanger!!
  13. 欺凌、絕對、不行

- 武道館 黑夜 LEGEND「DOOMSDAY」 ～召喚儀式～
（日：黒い夜 LEGEND“DOOMSDAY” 〜召喚の儀〜 ）
2014/03/02 at 日本武道館
  1. BABYMETAL DEATH
  2. Iine!
  3. 想和你一起看動畫
  4. 撒嬌大作戰
  5. 4之歌
  6. NO RAIN, NO RAINBOW
  7. 紅月-Akatsuki-
  8. Catch me if you can
  9. 歡樂★午夜
  10. 給我巧克力!!
  11. 惡夢的輪舞曲
  12. 女狐
  13. 欺凌、絕對、不行
-ENCORE-
  14. 心跳☆早晨
  15. HeadBanger!!

## 參與樂手
神樂隊（演奏樂隊）
- 成員
  - 大村孝佳 - 吉他
  - Leda - 吉他
  - BOH - 貝斯
  - 青山英樹（日语：青山英樹） - 鼓

## 外部連結
- 預告片
  - YouTube上的BABYMETAL - LIVE AT BUDOKAN 〜RED NIGHT & BLACK NIGHT APOCALYPSE〜 Trailer
  - YouTube上的BABYMETAL - LIVE AT BUDOKAN 〜RED NIGHT & BLACK NIGHT APOCALYPSE〜 Digest
- DISCOGRAPHY - BABYMETAL 官方網站
- DISCOGRAPHY（页面存档备份，存于） - TOY'S FACTORY 官方網站
- 「LIVE AT BUDOKAN 〜RED NIGHT & BLACK NIGHT APOCALYPSE〜」發行DEATH！！ - 新聞 - BABYMETAL 官方網站
- BABYMETAL: LIVE AT BUDOKAN ～RED NIGHT APOCALYPSE～ （页面存档备份，存于）  - iTunes
- BABYMETAL: LIVE AT BUDOKAN ～BLACK NIGHT APOCALYPSE～ （页面存档备份，存于）  - iTunes
- LIVE AT BUDOKAN 〜 RED NIGHT & BLACK NIGHT APOCALYPSE 〜的MusicBrainz音樂資料庫
- LIVE AT BUDOKAN 〜 RED NIGHT & BLACK NIGHT APOCALYPSE 〜的Discogs音樂資料庫 （页面存档备份，存于）
- EAN 4988061781198